# Oxyrhopus trigeminus
Espèce
Oxyrhopus trigeminus  est une espèce de serpents de la famille des Dipsadidae.

## Répartition
Cette espèce se rencontre :
- au Brésil ainsi que sur l'île de Marajó ;
- au Paraguay ;
- en Bolivie ;
- au Pérou.

## Publication originale
- Duméril, Bibron & Duméril, 1854 : Erpétologie générale ou histoire naturelle complète des reptiles. Tome septième. Deuxième partie, p. 781-1536 (texte intégral).